# Luigi Bertolini
Luigi Bertolini (* 13. September 1904 in Busalla; † 11. Februar 1977 in Turin) war ein italienischer Fußballspieler und -trainer.

## Karriere
Luigi Bertolini begann seine Karriere in den 1920er Jahren als Angreifer beim Savona 1907 FBC, hauptberuflich arbeitete er damals noch als Stahlarbeiter in Savona. In dieser Zeit wurde er von der US Alessandria entdeckt, einem Klub, der zwar eine sehr gute Mannschaft hatte, aber nicht besonders vermögend war. Deshalb versprach man, um ihn verpflichten zu können, ihm eine gute Arbeit zu besorgen, was man jedoch nicht einhielt.
Bei Alessandria, wo Bertolini von 1927 bis 1931 spielte, wurde er unter Trainer Carlo Carcano zum Mittelfeldspieler umgeschult. Am 1. Dezember 1929 gab er sein Debüt in der italienischen Nationalmannschaft gegen Portugal, insgesamt spielte Bertolini 26 mal für Italien.
Am Ende der Saison 1930/31 wurde Luigi Bertolini von Juventus Turin verpflichtet, wo er sechs Jahre lang spielen sollte. Für Juve absolvierte er insgesamt 135 Partien und erzielte dabei fünf Tore. Er war Teil der legendären Mannschaft des Quinquennio d’Oro, die unter Trainer Carlo Carcano zwischen 1931 und 1935 fünf italienische Meisterschaften in Folge gewann, ein Rekord, der bis heute noch nicht gebrochen wurde.
Im Sommer 1934 wurde er außerdem als Stammspieler unter Vittorio Pozzo mit der Nationalmannschaft Weltmeister im eigenen Land. Im selben Jahr stand Bertolini für Italien auch bei der legendären, als Battle of Highbury in die Geschichte eingegangenen, 2:3-Niederlage gegen England auf dem Platz.
Im Jahr 1937 beendete Luigi Bertolini im Alter von 33 Jahren seine Profilaufbahn und arbeitete bis 1940 als Spielertrainer bei der unterklassigen AC Rapallo. Nach dem Krieg arbeitete er als Trainer bei Acireale Calcio. In der Saison 1951/52 war Bertolini zehn Spieltage lang Trainer bei Juventus Turin. Im Jahr danach zog er sich nach einem enttäuschenden Intermezzo auf der Trainerbank von Brescia Calcio aus dem Fußballgeschäft zurück.
Luigi Bertolini starb im Jahr 1977 im Alter von 72 Jahren in Turin.

## Erfolge

### Im Verein
- Italienische Meisterschaft: 1931/32, 1932/33, 1933/34, 1934/35

### In der Nationalmannschaft
- Weltmeister: 1934
- Europapokal der Nationalmannschaften 1933–1935